# بژتسک
شهر بژتسک (به روسی: Бежецк) در کشور روسیه و در اوبلاست ور واقع شده‌است.